# Felipe Reyes
Felipe Reyes, född 16 mars 1980 i Córdoba, Spanien, är en spansk idrottare som tog OS-silver i basket 2008 i Peking. Detta var Spaniens andra medalj i herrbasket i olympiska sommarspelen. Han är idag kapten för laget Real Madrid.